# Grazzanise
Grazzanise (Razzanìse in dialetto locale) è un comune italiano di 6 734 abitanti situato nella provincia di Caserta in Campania.
Il territorio è in gran parte argilloso. L'agricoltura è moderatamente sviluppata (da rilevare la produzione di vino e frutta). Più importante è l'allevamento della bufala, che è alla base della diffusione di numerosi caseifici che producono diversi latticini, fra cui la famosa mozzarella di bufala campana.
Si trova in quella pianura, una volta paludosa e malarica, detta dei "Mazzoni", sulla sinistra del fiume Volturno.

## Storia
Non ci sono dati esatti sulla costituzione dell'insediamento. La sua fondazione risale probabilmente all'Alto Medioevo, anche se secondo alcuni archeologi la sua fondazione risalirebbe all'epoca dei romani.
Secondo una accreditata opinione di studiosi di storia locale, Grazzanise sorgeva durante il III o il IV periodo della Repubblica romana, sotto gli auspici della nobile famiglia dei Graziani che la consacrarono alle Grazie. Il suo nome, secondo una etimologia arbitraria, ma ingegnosa, significherebbe "isola delle Grazie" (Gratiarum nesos, secondo la pronuncia erasmiana o nisos secondo la pronuncia reucliana) o il "paese sostenuto dalle Grazie", pagus Gratiis innixus .
In epoca romana era una zona ricoperta da paludi causate dalle alluvioni del vicino Volturno.

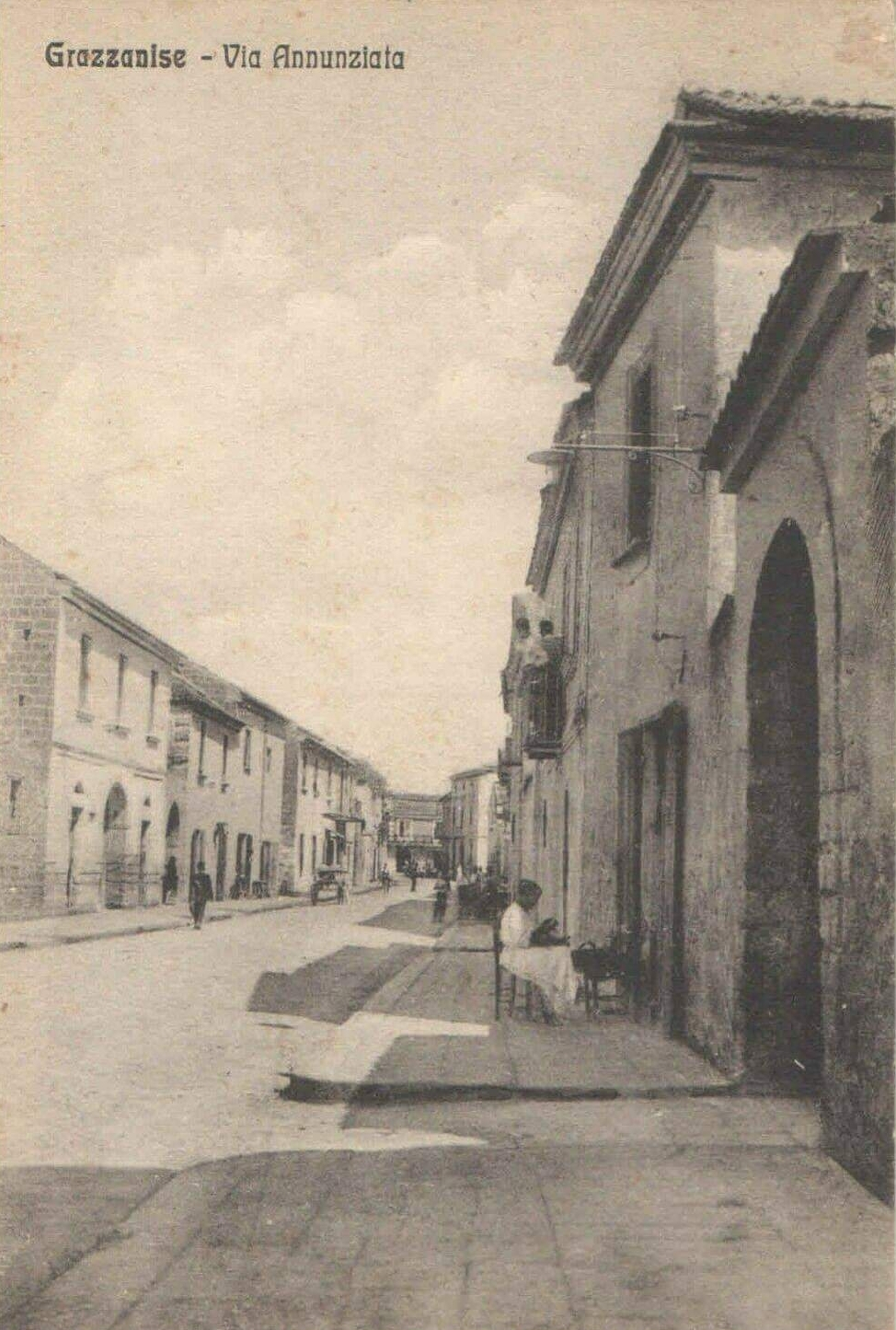
Via Annunziata, anni venti o trenta del XX secolo

Nei secoli successivi fu feudo nobiliare e popolato dai vassalli locali dei re angioini di Napoli e dai loro feudatari; poi, per lungo tempo fu casale di proprietà della mensa arcivescovile di Capua.
Il paese venne menzionato per la prima volta in una bolla dell'imperatore Federico II del 1234, come Graczanum. Nel 1303 è menzionato come Graczanisius.
Nel 1806, sotto il Regno di Napoli di Giuseppe Bonaparte, fu abolito il feudalesimo e vennero istituite le università (i comuni) rette da un decurionato e da un sindaco. Le due riforme ebbero attuazione con Gioacchino Murat, il quale nel 1808 estese anche il codice napoleonico al regno napoletano e istituì lo stato civile. Il primo registro dello stato civile di Grazzanise disponibile risale al 1811, suggerendoci che il comune sia entrato in funzione in quel dato anno, sotto il sindaco Paolo Florio.
Alla causa dell'unificazione italiana presero parte i grazzanisani Paolo Zito, prete e capitano dei volontari Grazzanisani nella battaglia del Volturno, amico di Garibaldi e di Francesco Crispi, e il capitano Pasquale Raimondo; nello schieramento borbonico vi fu il maggiore Antonio Florio. A traghettare Grazzanise tra il Regno delle Due Sicilie e il Regno d'Italia ci fu il sindaco Paolo Florio (omonimo del precedente), garibaldino.
Nel 1907 la frazione Santa Maria la Fossa fu scorporata da Grazzanise e fatta Comune autonomo. In questa fase, il cimitero venne interamente inglobato nel territorio del nuovo Comune. Tutt'oggi, la parte di cimitero di competenza del Comune di Grazzanise è di fatto una sua piccola exclave all'interno del territorio fossataro.
Nel 1940 iniziarono i lavori per la costruzione del Borgo Rurale Appio, tipico insediamento colonico di epoca fascista.
Durante la Seconda Guerra Mondiale, venne ripetutamente attaccato dai bombardieri alleati. I tedeschi occuparono il paese nel 1943, dopo l'Armistizio di Cassibile, espellendo la divisione di fanteria italiana "Pasubio". Fu teatro di scontri tra alleati e tedeschi per la sua posizione a ridosso della linea del Volturno. È rimasta impressa nella memoria collettiva la morte di un centinaio di persone rifugiate in un ricovero a causa di un bombardamento alleato, effettuato dai B-26 americani nella notte del 30 settembre 1943.
Per il referendum istituzionale del 1946, i 2.893 votanti grazzanisani si espressero per il 90,04% a favore della monarchia.
Nel dopoguerra, il centro abitato è stato oggetto di bonifiche, per porre fine alla natura paludosa del luogo, e di ricostruzioni.

### Simboli
Nello stemma sono raffigurate le tre Grazie: Eufrosine, Talia ed Aglaia. Il gonfalone è un drappo di azzurro.

## Monumenti e luoghi d'interesse

### Architetture religiose

#### Chiesa di San Giovanni Battista
È dedicata a san Giovanni, il patrono del paese. Non ci sono notizie certe riguardo alla data di costruzione, ma si pensa che risalga al 1173.

Chiesa madre di Grazzanise

Tra le opere che si trovano nella chiesa vi è l'altare in legno risalente al 1500, dove sono rappresentati la Madonna della Consolazione, san Giovanni Battista, San Biagio Vescovo, i Martiri e il Redentore. Sulla volta della navata centrale sono situate tre pitture di cui una raffigura San Giovanni che prega sulle rive del Giordano.
La chiesa venne ricostruita nel 1730 e per questo motivo presenta uno stile neoclassico-barocco. Gravemente danneggiata da eventi atmosferici nel 1903 e nel 1905 e da un terremoto nel 1931, venne ricostruita negli anni 1930 e consacrata nel 1936. Seguirono vari restauri e rifacimenti, in particolare l'aggiunta della facciata marmorea e dei mosaici nel 1984.

#### Chiesa della S.S. Annunziata

Chiesa dell'Annunziata

Risale al XVIII secolo come cappella collettizia. Ha una sola grande navata con altari laterali. Essa è dedicata all'episodio dell'Annunciazione ed ospita alcune statue lignee e delle tele risalenti al '500 e al '900.

#### Chiesa della Madonna di Montevergine
Risale al 1949 e sorge dove si trovava una cappella costruita - secondo la tradizione - nel 1819. La cappella andò distrutta nel Secondo conflitto mondiale e nel dopoguerra venne eretto l'attuale edificio.
Ha uno stile gotico, con un rosone centrale, gli archi a punta, colonne alte che dividono tutte le navate. Separatamente vi è un campanile eretto pochi anni dopo. La facciata ha due rosoni laterali ed uno centrale ed una scultura in ceramica sotto ognuno. Al centro è raffigurata la Vergine ed ai lati santa Massimiliana e San Giovanni.

#### Cappella della Madonna dell'Arco
Nell'800 era presente una cappella devozionale che poi venne ampliata degli anni 1950. Nel corso degli anni ha subito diverse restaurazioni ed interventi artistici.

#### Chiesa di san Roberto Bellarmino
La chiesa venne eretta nel 1957, dopo aver abbattuto quella preesistente, e dedicata dapprima alla Madonna di Pompei e poi a san Roberto in occasione del rifacimento del 1970. È territorialmente ben individuata dalle case rurali aggregate intorno alla piazza principale del Borgo Appio.
Essa ha una linea architettonica semplice senza decorazioni accessorie.

#### Chiesa di san Martino

Chiesa di san Martino

La Chiesa è situata alla periferia sud della frazione Brezza che è molto estesa in lunghezza e quasi sugli argini del fiume Volturno.
Già dal XII secolo esisteva una cappellina dedicata a san Martino. Nel 1789, questa venne abbattuta e fu costruita l'attuale chiesa.
Preceduta da un sagrato lastricato si apre la struttura che presenta una facciata articolata architettonicamente da lesene il cui colore è in contrasto con la tinta della muratura. È dedicata a san Martino di Tours.

#### Monumento alla Madonna di Fatima
Situato davanti al campanile della rettoria di Montevergine, sorge su una porzione di terreno comunale data in enfiteusi alla parrocchia di san Giovanni e venne inaugurato nel 1954.

### Altro
Monumento ai Caduti di GrazzaniseEretto nel 1978, presenta un bassorilievo, lastre di marmo con inciso i nomi dei caduti delle due guerre e una statua in bronzo del milite ignoto.
Monumento del RicordoMonumento dedicato ai giovani scomparsi prematuramente.

## Società

### Evoluzione demografica
Abitanti censiti

### Etnie e minoranze straniere
Al 31 dicembre 2023 gli stranieri residenti nel comune sono 438, ovvero il 6,22% della popolazione
.

### Tradizioni e folclore

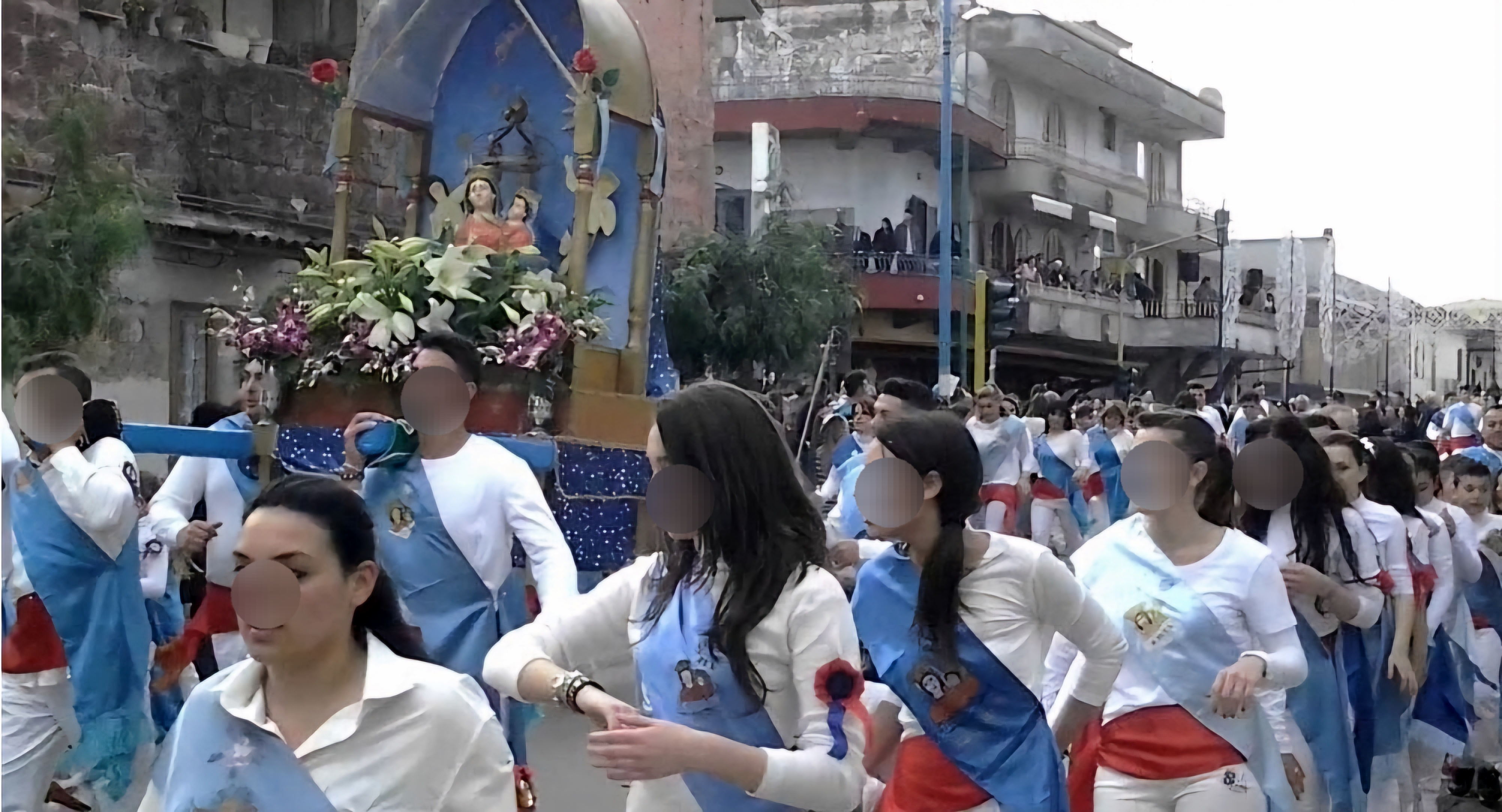
Fujenti/battenti in processione

Un mezzo di trasporto locale, è stato fino agli inizi del Novecento 'u straulo, una slitta gigante per fieno, persone, animali e sementi che scorreva sul fango e sull'erba trainata da qualche animale da tiro. 
La barca tipica utilizzata nel Volturno è chiamata 'u lontro, rettangolare e piatta sotto con la prua leggermente rialzata, lunga dai 2 ai 3 metri.
Sono chiamati "battenti" i devoti della Madonna Dell'Arco che, la mattina del lunedì In Albis, sfilano scalzi per il paese.
Il 29 agosto si celebra la festa di S. Giovanni Battista, il patrono, la quale è detta anche 'a paparara, per la consuetudine di consumare l’oca. Altre feste tradizionali sono l’8 settembre (Madonna di Montevergine) e il 19 agosto (san Martino a Brezza).
Il giorno di san Biagio è tradizione distribuire nella chiesa madre pane benedetto. La sera del giorno di sant'Antonio, invece, è tradizione accendere un falò.
In tutte le feste e in ogni stagione è usanza preparare delle specialità gastronomiche come gli struffoli, la pizza alla crema e i guanti. Molto presente sulla tavola grazzanisana è la cicoria, di cui il territorio è ricco, soprattutto nei pascoli bufalino. Un formato di pasta fresca, tipico del posto, sono i piuzi, fatti con acqua e farina.

## Cultura

### Istruzione

#### Scuole
Nel comune ha sede un istituto comprensivo con scuola dell'infanzia, scuola primaria, secondaria di primo grado e una succursale di una scuola secondaria di secondo grado.

## Economia

### Settore primario
L’agricoltura, rivolta principalmente alla coltivazione della vite e alla produzione di prodotti ortofrutticoli, costituisce una significativa risorsa economica; sono largamente praticate anche le attività zootecniche: l’allevamento di bufale da latte, in particolare, è alla base della produzione di latticini (tra cui la mozzarella). 

### Settore secondario
Il settore secondario annovera imprese a carattere artigianale attive per lo più nei comparti alimentare (panifici e caseifici), del legno, metallurgico ed edile. 

## Infrastrutture e trasporti

### Aeroporti
Costruito negli anni '60, l'aeroporto di Grazzanise è aperto esclusivamente al traffico militare. Ospita dal 1967 il 9º Stormo "Francesco Baracca".
Nel 2004, venne avviato un iter per l'apertura al traffico civile, tuttavia nel 2013 l'aeroporto venne escluso dalla lista dei possibili aeroporti civili della Campania.

## Amministrazione

### Gemellaggi
- Procida

### Altre informazioni
Il comune ha fatto parte dell'Unione dei Comuni Area Caserta Sud-Ovest, e fa parte del Consorzio dei servizi sociali e socio-sanitari dell'Ambito territoriale C08 e del Consorzio generale di bonifica del bacino inferiore del Volturno.